# Sahil Güvenlik
La Sahil Güvenlik è la Guardia costiera turca cui compete la salvaguardia della vita umana ed il coordinamento di ricerca e salvataggio (SAR) in mare nonché la gestione amministrativa, la sicurezza della navigazione, la difesa delle acque territoriali e della zona economica esclusiva. È parte della forze armate turche.
La Guardia costiera turca è un corpo indipendente della Marina militare turca che opera sotto il comando del Ministero dell'interno.
Il più alto grado è tümamiral, riservato al comandante del corpo. Il personale ha gli stessi gradi e gli stessi distintivi di grado del personale della marina militare turca, ma con una striscia a forma di un sottile arco arancione, con le parole "Sahil Güvenlik" ricamate in nero, indossata sul braccio destro superiore, vicino alla spalla.

## Equipaggiamento
| Sahil Güvenlik Komutanlığı | Sahil Güvenlik Komutanlığı                                                              |
| Navi (al 2019)             | Navi (al 2019)                                                                          |
| -------------------------- | --------------------------------------------------------------------------------------- |
| 4                          | classe Dost (1750 t)                                                                    |
| 18                         | classe 80 (195 t)                                                                       |
| 4                          | classe SAR 35 (210 t)                                                                   |
| 5                          | classe SAR 33 (180 t)                                                                   |
| 13                         | classe Kaan 33 (113 t)                                                                  |
| 9                          | classe Kaan 29 (97 t)                                                                   |
| 17                         | classe Kaan 19 (38,8 t)                                                                 |
| 18                         | classe Kaan 15 (18,7 t)                                                                 |
| 6                          | motobarche di ricerca e salvataggio                                                     |
| 10                         | motovedette di nuovo tipo (Yeni Tip SAGET)                                              |
| 13                         | motovedette (SAGET)                                                                     |
| 50                         | motovedette (gommoni)                                                                   |
| 2                          | motobarche di guardia                                                                   |
| 11                         | motobarche di lavori subacquei, di sicurezza, di guardia, di ricerca e soccorso (DEGAK) |

## Mezzi Aerei
| Aeromobile                        | Origine                           | Tipo                              | Versione                          | In servizio (2019)                | Note                                                                   | Immagine                          |
| Aerei da pattugliamento marittimo | Aerei da pattugliamento marittimo | Aerei da pattugliamento marittimo | Aerei da pattugliamento marittimo | Aerei da pattugliamento marittimo | Aerei da pattugliamento marittimo                                      | Aerei da pattugliamento marittimo |
| --------------------------------- | --------------------------------- | --------------------------------- | --------------------------------- | --------------------------------- | ---------------------------------------------------------------------- | --------------------------------- |
| CASA CN-235MSA Persuader          | Spagna                            | aereo da pattugliamento marittimo | CN-235M-100MSA                    | 3                                 | 3 CN-235M-100MSA Persuader consegnati.                                 |                                   |
| Elicotteri                        |                                   |                                   |                                   |                                   |                                                                        |                                   |
| Agusta Bell AB-412                | Italia Stati Uniti                | SAR                               | AB-412EP                          | 15                                | 15 AB-412EP ordinati in Italia nel 1997.                               |                                   |
| TAI T625 Gökbey                   | Turchia                           | elicottero utility                | T625                              | 1                                 | 3 T625 ordinati, con il primo esemplare consegnato il 29 ottobre 2024. |                                   |

## Gradi
I gradi della Guardia costiera turca sono uguali a quelli della marina militare turca. Il grado più alto è tümamiral riservato solamente al comandante della Guardia costiera.
| Ufficiali | Ufficiali | Ufficiali | Ufficiali   | Ufficiali    | Ufficiali     | Ufficiali     | Ufficiali      | Ufficiali    | Ufficiali      | Ufficiali                   |
| Nazione   | OF-7      | OF-6      | OF-5        | OF-4         | OF-3          | OF-2          | OF-1           | OF-1         | OF-D           | Ufficiale cadetto           |
| --------- | --------- | --------- | ----------- | ------------ | ------------- | ------------- | -------------- | ------------ | -------------- | --------------------------- |
| Turchia   | Tümamiral | Tuğamiral | Deniz Albay | Deniz Yarbay | Deniz Binbaşı | Deniz Yüzbaşı | Deniz Üsteğmen | Deniz Teğmen | Deniz Asteğmen | Nessun distintivo Bahriyeli |

| Sottufficiali e comuni | Sottufficiali e comuni    | Sottufficiali e comuni | Sottufficiali e comuni    | Sottufficiali e comuni | Sottufficiali e comuni | Sottufficiali e comuni | Sottufficiali e comuni | Sottufficiali e comuni | Sottufficiali e comuni | Sottufficiali e comuni | Sottufficiali e comuni | Sottufficiali e comuni | Sottufficiali e comuni |
| Nazione                | OR-9                      | OR-8                   | OR-7                      | OR-7                   | OR-6                   | OR-6                   | OR-5                   | OR-5                   | OR-4                   | OR-3                   | OR-3                   | OR-2                   | OR-1                   |
| ---------------------- | ------------------------- | ---------------------- | ------------------------- | ---------------------- | ---------------------- | ---------------------- | ---------------------- | ---------------------- | ---------------------- | ---------------------- | ---------------------- | ---------------------- | ---------------------- |
| Turchia                | Astsubay Kıdemli Başçavuş | Astsubay Başçavuş      | Astsubay Kıdemli Üstçavuş | Astsubay Üstçavuş      | Astsubay Kıdemli Çavuş | Astsubay Çavuş         | Kadelemi Uzman Çavuş   | Uzman Çavuş            | Çavuş                  | Kadelemi Uzman Onbaşı  | Uzman Onbaşı           | Onbaşı                 | Nessun distintivo Er   |

## Galleria d'immagini

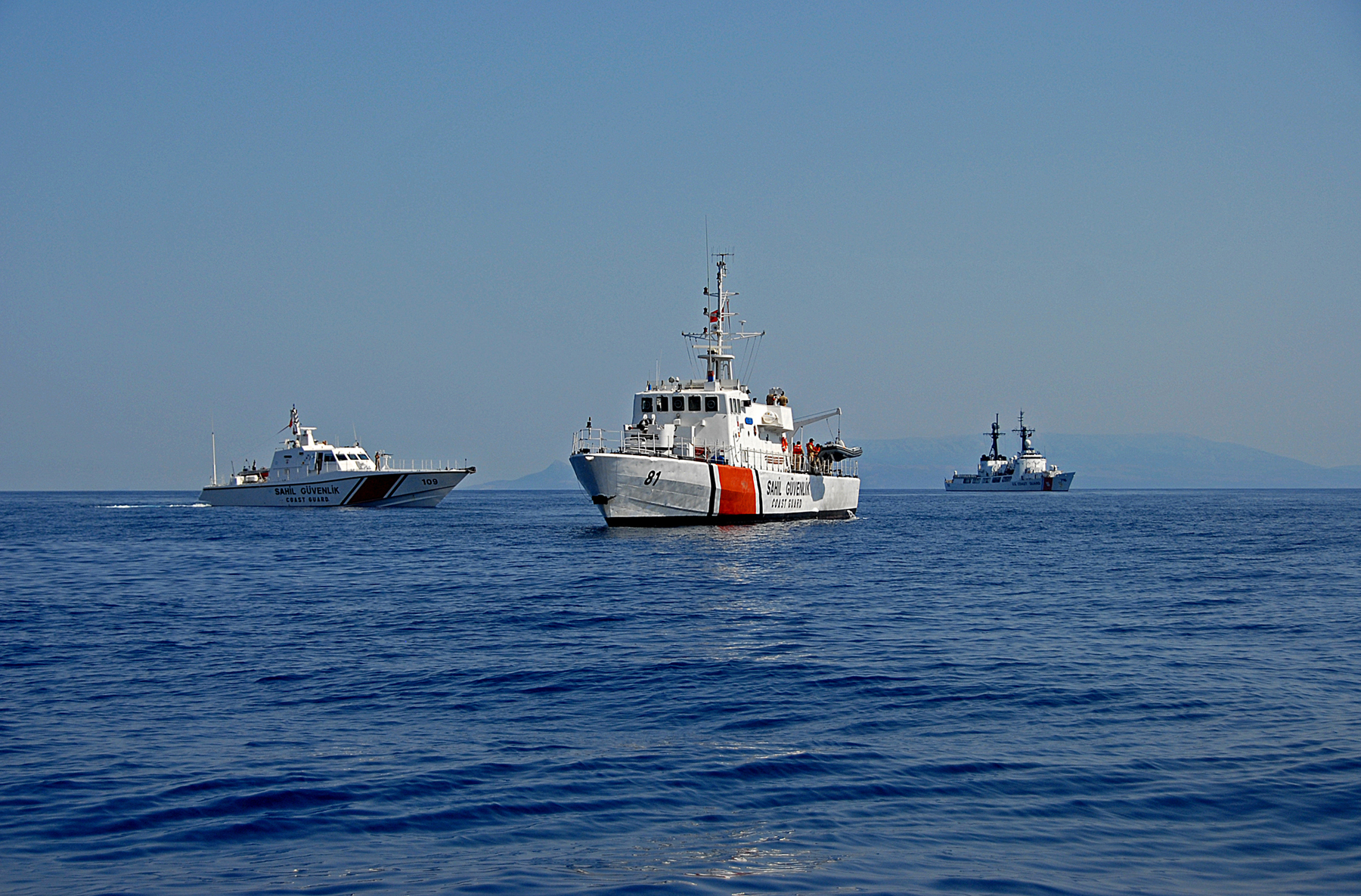
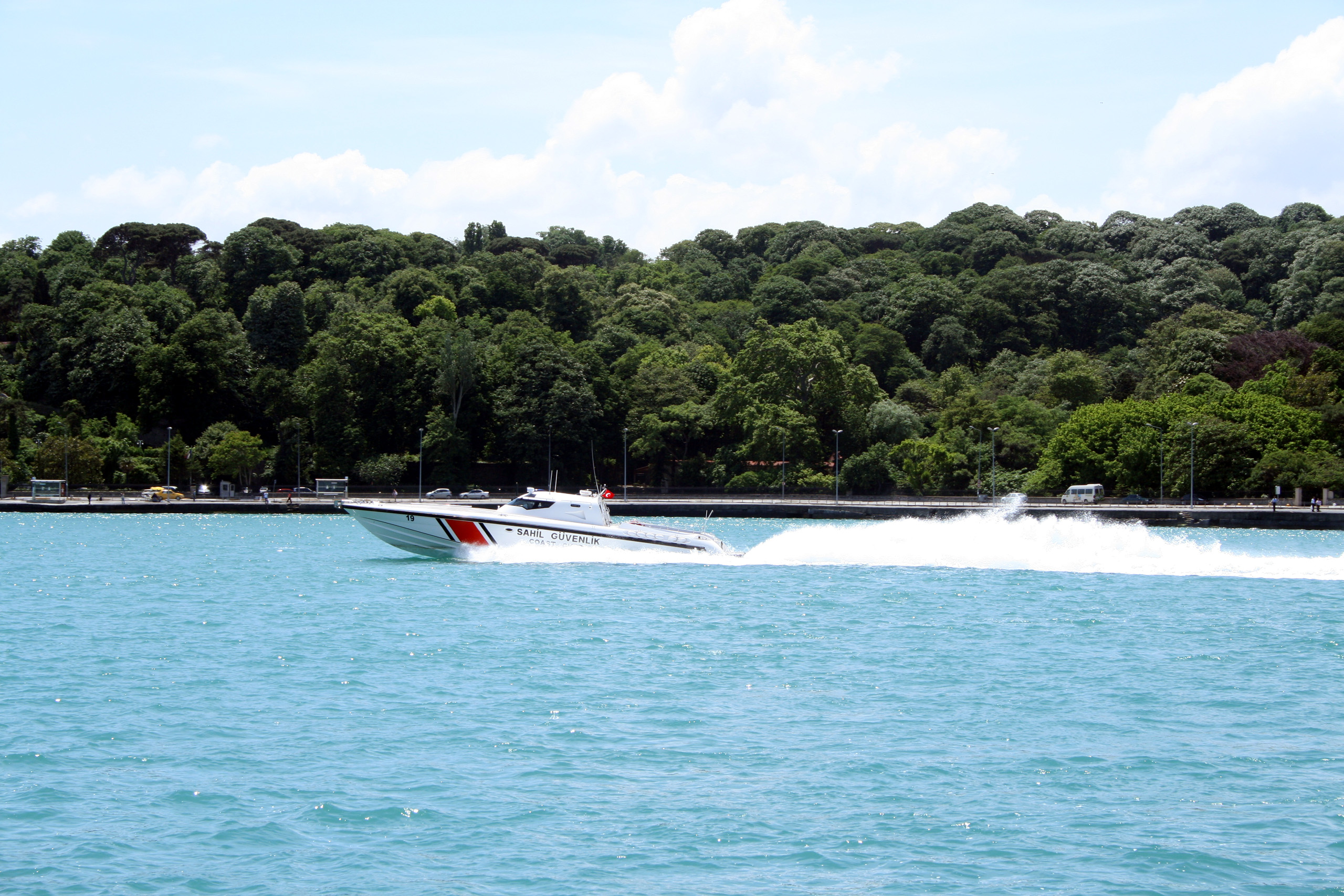
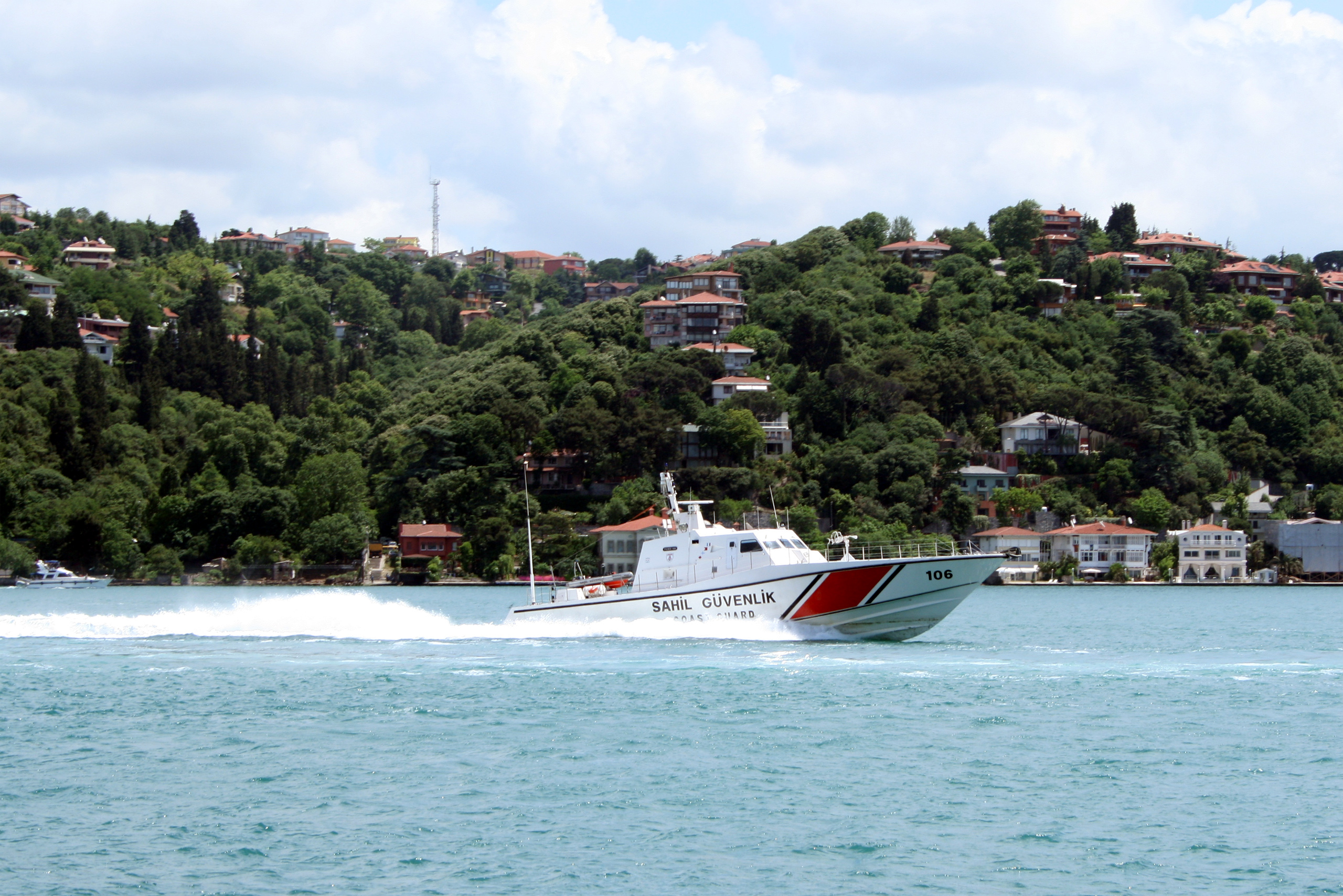